# Gabriel Pontello
Gabriel Jacques Pontello (ur. 1 lipca 1949 w Casablance) – francuski aktor, producent, reżyser i scenarzysta filmów pornograficznych.

## Wczesne lata
Urodził się w Casablance w Maroku Francuskim jako syn Francuzki i Włocha pochodzenia friulskiego ze Spilimbergo. W wieku 19 lat, wbrew woli ojca, wyjechał z Maroka do Paryża. 
Swoją pracę w Paryżu rozpoczął jako model dla Guya Laroche i innych ważnych domów mody. Będąc już żonatym z Marie–Jose, został odkryty przez Serge’a Jacquesa, fotografa magazynu „Paris–Hollywood”, podczas wakacji na Riwierze Francuskiej. Fotograf przekonał go do debiutu w filmie porno Cukierkowa Candy (Candice Candy, 1975), gdzie wystąpił z żoną, z którą później się rozstał. 

## Kariera
Był obsadzany w scenach seksu grupowego w filmach Johna Thomasa: Hard Love (La Vie sentimentale de Walter Petit, 1975) z Marcelem Dalio, Love Play (L’Essayeuse, 1975), Excès (1976) i Hurlements de plaisir (1976). Kiedy rodzina w Maroku dowiedziała się o działalności Gabriela Pontello, postanowiła nie mieć z nim nic więcej wspólnego.
W latach 1976–1985 zyskał sławę jako komisarz porno kosmita z planety Eros, główny bohater pornograficznej fotonoweli „Supersex”, wyprodukowanego we Francji, a później także we Włoszech zapadł w pamięć dzięki okrzykowi bojowemu „Ifix tcen tcen!” podczas wytrysku. Zrealizował także kolejną serię tym razem kolorową fotonoweli Erotik, erotycznym następcy Diabolika, którego grał John Phillip Law w filmie Mario Bavy z 1968, Luca Ward w słuchowisku Rai Radio 2 (2001, 2004), Luca Marinelli w 2021 czy Lorenzo Zurzolo jako 20–letni młodzieniec w filmie Diabolik: Kim jesteś? (Diabolik chi sei?, 2023). 
Występował także w filmach: Kochanek porno (Prouesses porno, 1977), Porwanie Sabinek (Enlèvement des Sabines, 1977) jako dr Paul Benoit i Excitation au soleil (1978) jako Marc.
W marcu 1979 i styczniu 1980 pojawił się w magazynie „Playgirl” w serii erotycznych zdjęć. Pontello został przedstawiony na zdjęciu jako Francuz z fikcyjną biografią jako paryski edytor zdjęć z małym mieszkaniem na Avenue Victor Hugo, niedaleko Avenue des Champs-Élysées. Te zdjęcia zostały pokazane na początku lat 80. w Playgirl pod tytułem „Mężczyźni Europy”.
Wystąpił w filmach: Słodkie marzenia (Les mauvaises rencontres, 1980), Erotyczny pamiętnik z Tajlandii (Le Journal érotique d’une Thailandaise, 1980), Zwariowane wakacje Szwedek w Paryżu (Gräsänkor på skandalsemester, 1980) jako Pierre, Profesor Rasputin (Ta' Mej Doktorn/Le professeur Raspoutine, 1981) jako profesor Rasputin, seksuolog i seryjny morderca autostopowiczów, Sześć Szwedek na Ibizie (Sechs Schwedinnen auf Ibiza, 1981) jako José, Julie la douce (1982) jako Edouard, Uwielbiam sporty zimowe (L’amour aux sports d’hiver, 1982), Belles de Ręve (1983) jako psychoanalityk specjalizujący się w seksuologii, Gra miłości (Les jeux de l’amour, 1983) jako Roland, Educating Tricia (Les bas de soie noire, 1981) jako Jean-Louis, Emmanuelle rusza do Cannes (Emmanuelle à Cannes, 1984) jako Frank, Marilyn, moja miłość (Marilyn, mon amour, 1985) i Fantastyczna Moana (Fantastica Moana, 1987) z Moaną Pozzi.
Wprowadził do branży porno Christophera Clarka i Rocco Siffrediego, przedstawiając go francuskim producentom i reżyserom takim jak Marc Dorcel i Michel Ricaud. Christoph Clark i Rocco Siffredi wystąpili wspólnie w reżyserowanym przez Pontello filmie dla dorosłych Vidéo Marc Dorcel (VMD) Urzekające modelki (Piège à filles, 1989).
W Porno Poker (1984), Cicciolina Number One (1986), I racconti sensuali di Cicciolina (1986), Banane al Cioccolato (1986) i La bottega del piacere (1988) jego ekranową partnerką była Cicciolina. 
Hans Moser zaangażował go do Les Folies de Teresa/Térésa superstar/Les folies de Térésa (1985), Foxy Lady 2 (1986), Foxy Lady 3 (1986), Best of Foxy Lady 1 (1987), Backdoor Lust (1988) i Very Best Of Foxy Lady (1996) z udziałem Teresy Orlowski. Pojawił się też w produkcji Traci, kocham Cię (Traci, I Love You, 1987) z Traci Lords jako fotograf Jean-Paul.
W latach 1991–2006, z pseudonimem Gabriela Ponti, wyreżyserował pięćdziesiąt filmów, szczególnie na rynek niemiecki, z ekstremalnymi scenami typu BDSM, fisting i urofilia. W wyreżyserowanym przez siebie dramacie Goldlight Film Production Perwersyjny kardynał (Der Perverse Kardinal, 2005) z Markusem Waxeneggerem wystąpił w tytułowej roli brutalnego księcia kościoła, który stosuje nieortodoksyjne metody w lokalnej parafii, próbujących za pomocą atrapy prącia odpędzić perwersyjne myśli kobiet i zakonnic.
Chociaż nie był już aktywny jako aktor i reżyser, nadal był gościem na targach i festiwalach branżowych co najmniej do 2010, w niektórych przypadkach nawet z dwiema córkami z drugiego małżeństwa. W ostatnich latach wrócił z żoną do Casablanki w niepewnych warunkach ekonomicznych, po wydaniu wszystkich swoich hojnych zarobków, zwłaszcza w kasynach.
Pomimo licznych próśb dziennikarzy i historyków porno zawsze odmawiał udzielania wywiadów, a w przeciwieństwie do swoich kolegów ze złotej ery francuskiego porno, takich jak Brigitte Lahaie, Alban Ceray, Jean-Pierre Armand i Richard Allan, nigdy nie publikował swoich wspomnień.

## Nagrody
| Rok  | Nagroda                  | Kategoria                              |
| ---- | ------------------------ | -------------------------------------- |
| 1994 | Impulse d’Oro (Mediolan) | Nagroda za całokształt twórczości      |
| 1998 | Venus Award              | Nagroda Specjalna za znakomite wejście |